# Thorburn (släkt)
För andra betydelser, se Thorburn.
Thorburn är en ursprungligen skotsk släkt, som  är etablerad i Sverige sedan början av 1800-talet. Den 31 december 2014 var 81 personer med efternamnet Thorburn bosatta i Sverige.
Den svenska släktgrenens äldste kände stamfader var William Thorburn (1640–1718) som bodde på Templehall i Bowdens församling i Roxburghshire i Skottland. Han blev farfars farfars far till William Thorburn (1780–1851), gift med Jessy Macfie (1790–1863), vilka invandrade till Uddevalla 1823. De bosatte sig på egendomen Kasen vid Byfjorden utanför Uddevalla, som William Thorburn inköpt vid en sverigeresa 1822.